# Kannankurichi
Kannankurichi es una ciudad y nagar Panchayat situada en el distrito de Salem en el estado de Tamil Nadu (India). Su población es de 19765 habitantes (2011). Se encuentra a 7 km de Salem y a 68 km de Erode.

## Demografía
Según el censo de 2011 la población de Kannankurichi era de 19765 habitantes, de los cuales 9995 eran hombres y 9770 eran mujeres. Kannankurichi tiene una tasa media de alfabetización del 79,38%, inferior a la media estatal del 80,09%: la alfabetización masculina es del 85,39%, y la alfabetización femenina del 73,26%.